# Enzo Doria
Pour les articles homonymes, voir Doria.
Ezio Passadore, connu sous le nom de scène Enzo Doria, et utilisant parfois le pseudonyme de Vincent Green (né le 12 mars 1936 à Gênes) est un acteur, producteur de cinéma, réalisateur et scénariste italien.

## Biographie
Enzo Doria a étudié au Centro sperimentale di cinematografia en tant qu'acteur d'où il est sorti en 1960. Néanmoins, on peut le voir dès 1957 dans quelques films, comme dans Nuits blanches de Luchino Visconti où il est un marin qui danse, ou La dolce vita de Federico Fellini où il incarne un journaliste.
Comme sa carrière d'acteur ne lui donne pas satisfaction, il commence, après quelques expériences en tant que secrétaire de production, à devenir producteur lui-même. Il finance sa société Doria Cinematografica et il lance à partir de 1965 quelques productions importantes de jeunes réalisateurs. Il participe ainsi à la rénovation du cinéma italien au travers d'artistes comme Marco Bellocchio, Liliana Cavani et Salvatore Samperi. Au début des années 1970, il se tourne vers des films commerciaux, dont certains sont de beaux succès de guichet, mais également des productions de masse sans valeur artistique. Parfois, il s'occupe lui-même de la réalisation de films peu remarqués.
Il est marié avec la décoratrice Gisella Longo. Son fils Alessandro Doria est acteur.

## Filmographie partielle

### Comme acteur
- 1957 : Nuits blanches de Luchino Visconti (non crédité)
- 1958 : Judith et Holopherne (Giuditta e Oloferne) de Fernando Cerchio
- 1960 : La dolce vita de Federico Fellini
- 1962 : Il vecchio testamento de Gianfranco Parolini
- 1963 : Du grabuge chez les veuves de Jacques Poitrenaud

### Comme producteur
- 1965 : Les Poings dans les poches (I pugni in tasca) de Marco Bellocchio
- 1967 : Merci ma tante (Grazie zia) de Salvatore Samperi
- 1969 : Les Cannibales (I cannibali) de Liliana Cavani
- 1969 : Sais-tu ce que Staline faisait aux femmes ? (Sai cosa faceva Stalin alle donne) de Maurizio Liverani
- 1971 : Je suis vivant ! (La corta notte delle bambole di vetro) d'Aldo Lado
- 1972 : Qui l'a vue mourir ? (Chi l'ha vista morire?) d'Aldo Lado
- 1972 : Clint, une corde pour te pendre (Il ritorno di Clint il solitario) d'Alfonso Balcázar
- 1973 : Quand l'amour devient sensualité (Quando l'amore è sensualità) de Vittorio De Sisti
- 1976 : Une fille nommée Apache de Giorgio Mariuzzo (it)
- 1977 : Tentacules (Tentacoli) d'Ovidio G. Assonitis
- 1980 : Il bandito dagli occhi azzurri d'Alfredo Giannetti

### Comme réalisateur
- 1977 : Le Cheval et l'Enfant (Gli ultimi angeli ou L'avventurosa fuga), aussi comme scénariste
- 1982 : Due gocce d'acqua salata (it), avec Luigi Russo
- 1983 : Adam et Ève (Adamo ed Eva, la prima storia d'amore), aussi comme scénariste en tant que Vincent Green, avec Luigi Russo
- 1987 : Gila and Rik
- 1989 : I figli del vento (mini-série télé)
- 1993 : Venti dal Sud

### Comme scénariste
- 1972 : Clint, une corde pour te pendre (Il ritorno di Clint il solitario) d'Alfonso Balcázar
- 1977 : Le Cheval et l'Enfant (Gli ultimi angeli ou L'avventurosa fuga), aussi comme réalisateur